# Nicolas Doxat

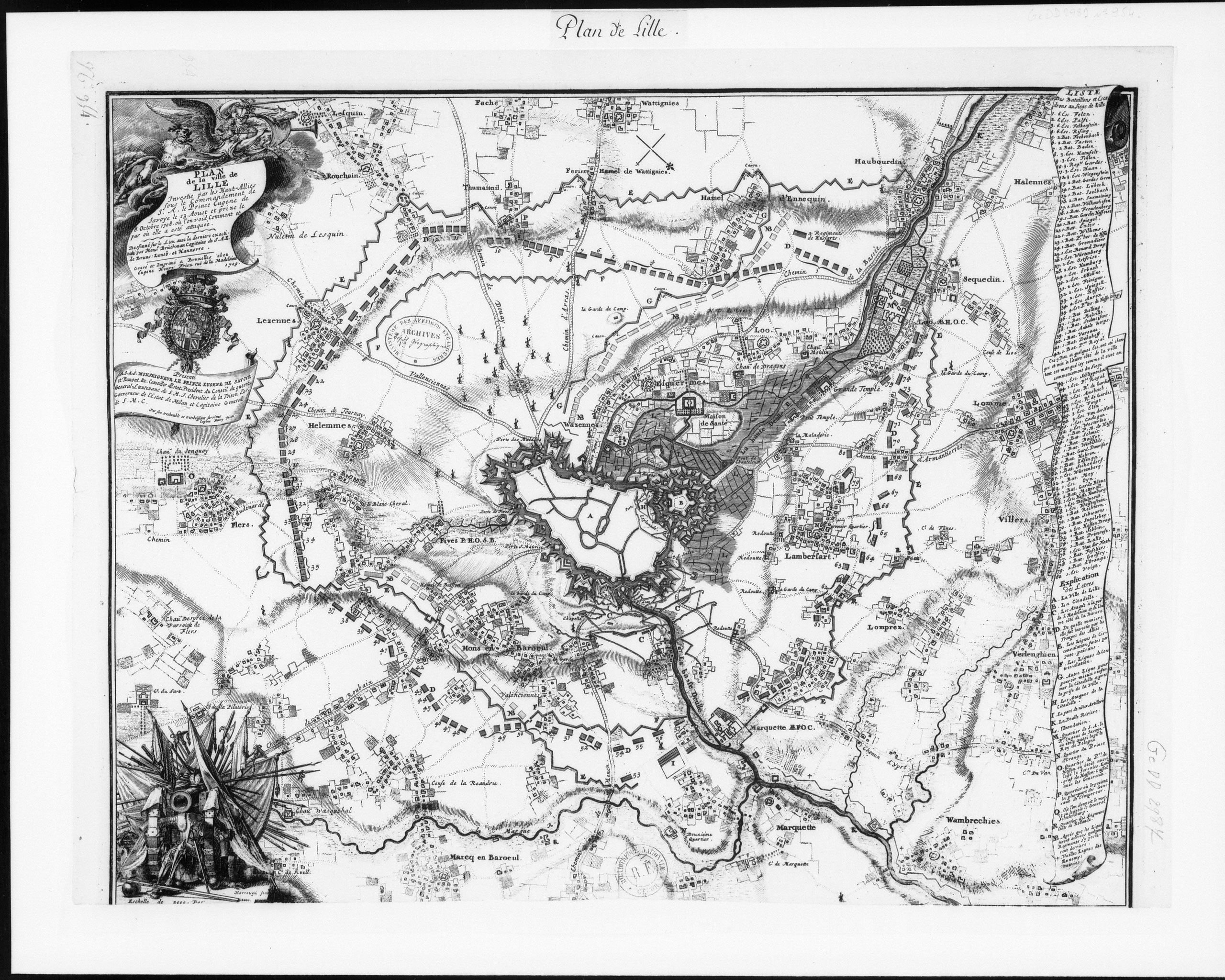
Plan der Festung Lille (1708)

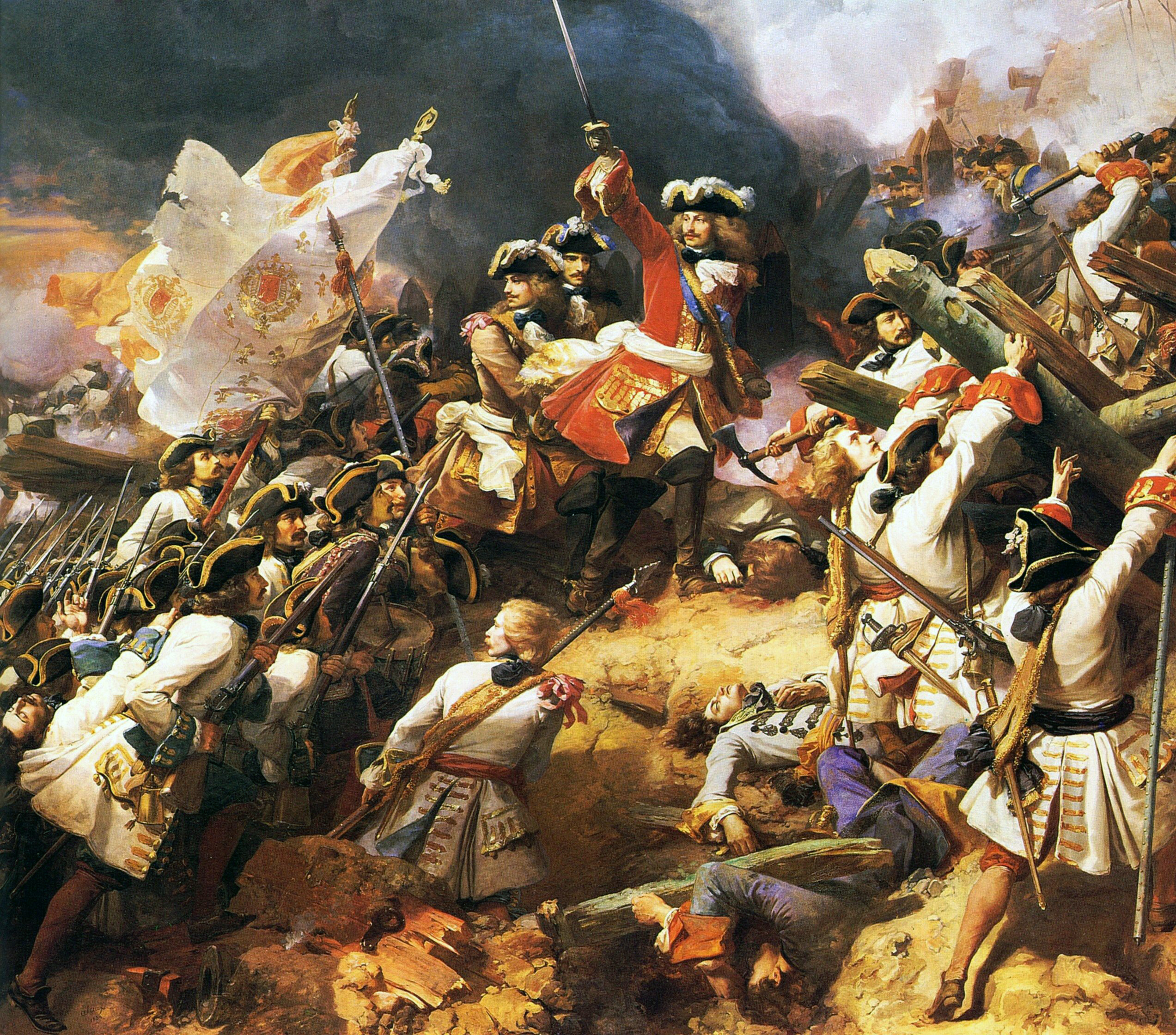
Schlacht bei Denain
am 24. Juli 1712

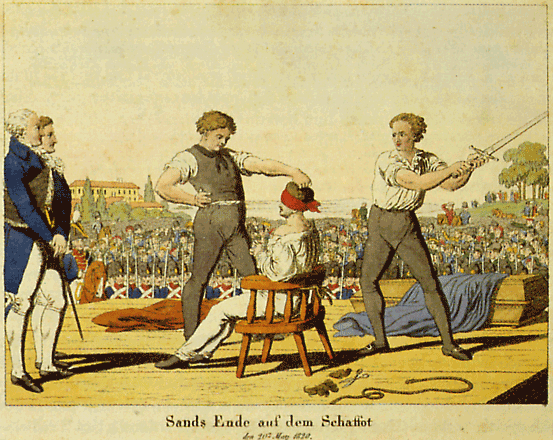
Hinrichtung in der privilegierten aufrechten Sitzhaltung.
hier als vergleichbares Beispiel:
Die Hinrichtung von Karl Ludwig Sand
am 5. Mai 1820 in Mannheim

Nicolas Doxat de Démoret; auch Nikolaus; auch Moriz Nikolaus; auch Doxat de Moretz sowie Doxat von Morez und auch Dochat; (* 3. November 1682 in Yverdon; † 20. März 1738 in Belgrad) war ein Schweizer Offizier und Festungsbauer.

## Leben
Nicolas Doxat wurde geboren als Sohn von Joseph zu Démoret (Mitherr zu Démoret) (1643–1718) und der Marguerite von Stürler (g. 1645). Er war reformierter Konfession und Bürger von Démoret. Er blieb ledig und hatte den Titel Baron, sein geschätztes Vermögen wurde mit 30.000 fl angegeben. 
Doxat stand anfänglich in holländischen und pfälzischen, danach in kaiserlichen Diensten. 1708 war er bei der Belagerung von Lille dabei. Als Militäringenieur entwarf er von 1709 bis 1711 in Flandern verschiedene Festungswerke. 1712 trat er in den Dienst Österreichs, nahm an der Schlacht bei Denain und dem Sizilienfeldzug teil. Als Oberstleutnant und Generalquartiermeister nahm er am 5. August 1716 den Kampf gegen die Türken im Venezianisch-Österreichischen Türkenkrieg mit der Schlacht von Peterwardein und der Schlacht von Belgrad unter dem Feldherrn Prinz Eugen teil. Bei der vorherigen Belagerung von Temesvár wurde er schwer verwundet. In Temesvár kämpfte er an der Seite des Grafen Claudius Florimund Mercy und hatte in ihm einen grossen Gönner gefunden. Für den Sieg in Belgrad wurde er 1732 zum Generalmajor befördert. Er liess das eingenommene Belgrad befestigten und führte die Vorhut an, welche Niš am 28. Juli 1737 eroberte.
Nach dreimonatiger Belagerung der Stadt Niš durch Ali Pâsa mit 20.000 Mann übergab er am 18. Oktober 1737 die Stadt kampflos und erhielt dafür freien Abzug. Die Türken überlisteten den General mit der Behauptung, dass zum 15. Oktober bereits über 80.000 Mann hinter den Wällen lägen und keine Chance für das österreichische Heer bestünde, den Krieg zu gewinnen. General Doxat wollte das Leben seiner in der Minderheit befindlichen Garnisonssoldaten nicht aufs Spiel setzen und holte den Rat seiner Offiziere ein. Die Lage war aussichtslos, der Proviant reichte zwar noch für sechs Wochen, jedoch waren die Brunnen am Versiegen und keine Hilfe von Khevenhüller und Seckendorff zu erwarten. Es kam zu dem Entschluss, dass kein Angriff stattfinden würde, wenn ein ungehinderter Abzug der Truppen gewährleistet würde. Dies wurde auf türkischer Seite anerkannt und eingehalten. Wegen seiner Kapitulation wurde er daraufhin des Hochverrats angeklagt und am 20. März 1738 in Belgrad enthauptet.

„Doxat … wurde im Jahr 1733 zum Generalfeldzeugmeister erklärt. Nun wollte er sich in die Schweiz zurückziehen, was aber sein Gönner Prinz Eugen nicht zugeben wollte. Nicht lange hernach, als ihm der Tod diesen entzogen hatte, so verfinsterte sich die Sonne seines Glücks und obgleich er mit der Fackel der Unschuld und der Wahrheit das geheime schlangenähnliche Schleichen seiner Verläumder und ihre finstere Bosheit aufdeckte, diese auch nicht verhindern mochten, dass er sogar zum General-Feldmarschalllieutenant erhoben wurde, so war eben diese Auszeichnung und das mit ihr ihm übertragene Kommando der eroberten türkischen Festung Nissa die unglückliche Ursache seines Falls gewesen. Er übergab nämlich dieselbe an die Türken mit Akkord, als diese kaum angefangen hatten, sie einzuschiessen; er wurde darüber in Arrest gesetzt, und hernach im Jahr 1738 zu Belgrad enthauptet. So fiel dieser treffliche Feldherr, aufgeopfert dem Neid, dem Privat- und Religionshass, und mitunter auch den Staatsabsichten.“

Seine Hinrichtung war ein Desaster:

„Es war früh um 7 Uhr, als ihn die Wache auf den in der Raizen-Stadt (Serbenstadt), ohnweit der obgedachten Caserne zur Execution bestimmten Platz brachte, wo 480 Mann zu Fuß und 200 Cüraßiere in Parade standen, die sogleich mit ihm den Creis (Kreis) schlossen. … Der Scharfrichter versetzte ihm einen unglücklichen Streich, der zu tief in die Schultern ging, worüber er vom Stuhle fiel, ohne jedoch im geringsten zu schreien, worauf ihm erst auf Erden mit dem 4ten Streiche der Kopfe abgeschlagen wurde. … Seine Diener legten ihn in den Sarg und trugen ihn etliche Schritte zu dem Grabe auf dem grossen Platze bey gedachten Casernen, allwo er in den gleichfalls von ihm selbst angeschafften schwarzen Sarg gelegt und samt dem schwarzen Tuch und Sessel eingescharret wurde.“